# Ramusella alfonsii
Ramusella alfonsii är en kvalsterart som först beskrevs av Bernini 1980.  Ramusella alfonsii ingår i släktet Ramusella och familjen Oppiidae. Inga underarter finns listade i Catalogue of Life.